# ブロルフェルド天文台

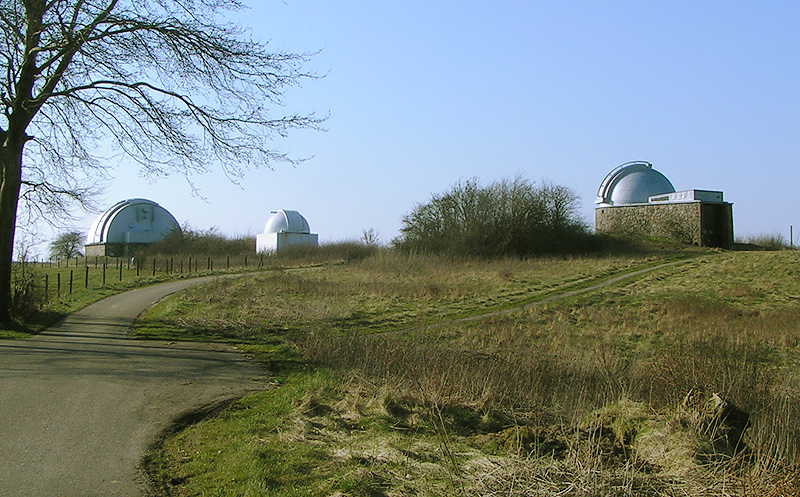
Brorfelde Observatorium

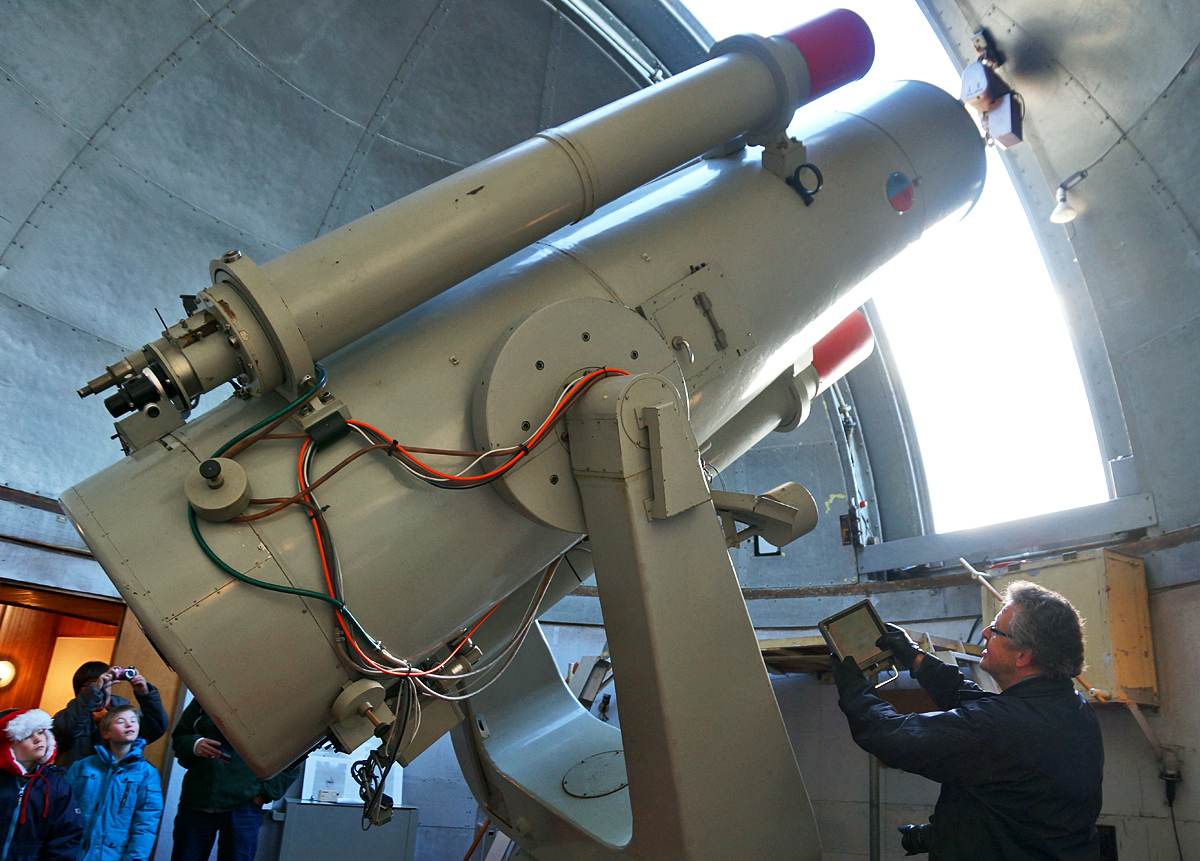
Brorfelde Schmidt Telescope

ブロルフェルド天文台（ブロルフェルドてんもんだい、Brorfelde Observatoriet）はデンマークの天文台である。 IAU 天文台コードは 054であり、ブロルフェルド・シュミット望遠鏡が有る。ホルベック（Holbæk）の近郊にある。1996年（平成8年）までコペンハーゲン大学天文台の観測所として運営された。現在もコペンハーゲン大学の学生によって望遠鏡は使用されているが、スタッフはコペンハーゲンのRockefeller Complexにうつった。

## 関連する観測者
- ベンクト・ストレームグレン：Bengt Strömgren
- ポール・イェンセン：Poul Jensen、小惑星発見者
- カール・アウグステンセン：Karl Augustesen、小惑星発見者